# Леобен
Леобен је важан град у Аустрији, смештен у средишњем делу државе. Леобен је други по величини град у покрајини Штајерској, где се налази у истоименом округу Леобен.

## Природне одлике
Леобен се налази у средишњем делу Аустрије, на горњем току реке Муре. Око од града се издижу Алпи.

## Становништво
| 1981.  | 1991.  | 2001.  | 2011.  |
| ------ | ------ | ------ | ------ |
| 31.989 | 28.897 | 25.804 | 24.598 |

По процени из 2016. у граду је живело 24915 становника. Пре једног века град је имао чак и више становника него сада. Разлог овоме је некада развијено рударство (гвожђе) и индустрија развијена на основу тога, која је током прошлог века пропадала. Ово је утицало знатно на развој града.

## Галерија
- Главна градска црква
- Савремено здање палате правде
- Градски трг
- Мост преко Муре